# Aeroporto Internacional Hercílio Luz
Luchthaven Hercílio Luz International (IATA: FLN, ICAO: SBFL), is de luchthaven van Florianópolis. Het is genoemd naar Hercílio Pedro da Luz (1860-1924), wie 3 keer gouverneur van Santa Catarina geweest is en senator.
Een aantal van de faciliteiten van de luchthaven worden gedeeld met de Florianópolis Air Force Base van de Braziliaanse luchtmacht.
In 2009 verwerkte de luchthaven 2.108.383 passagiers en 39.790 vliegbewegingen.

## Geschiedenis
De luchthaven is gebouwd op de plaats van een oude Air Naval Base, die actief was tot 1941 tot de Braziliaanse luchtmacht de bevoegdheid erover kreeg.
Tussen 1927 en 1932 werd de luchthaven, toen nog bekend onder de naam Campeche Field, gebruikt door de Franse piloten van de Compagnie Générale Aéropostale. Onder hen bevonden zich Jean Mermoz, Antoine de Saint-Exupéry en Henri Guillaumet.
Tussen 1942 en 1945 werden de landingsbaan 03/21, het platform, de verkeerstoren en de passagiersterminal gebouwd. Op hetzelfde moment werden er enkele faciliteiten van het Florianópolis Air Force Base gebouwd en operationeel gemaakt.
In de periode tussen 1952 en 1952 werd de passagiersterminal herbouwd en bleef operationeel tot 1976. Toen werd er een gloednieuwe terminal en platform geopend. De oude faciliteit is vandaag de lading terminal. De nieuwe terminal werd verder uitgebreid in 1988 en 2000, waarbij het een oppervlakte kreeg van 8.703 m2.
In 1978 werd de start- en landingsbaan 14/32 geopend, waardoor er een grote toename in het vliegverkeer mogelijk was. In 1995 werd de luchthaven internationaal gebruikt en begon met name seizoens- en charter-vluchten te ontvangen van Argentinië, Chili en Uruguay.

## De luchthaven

### Passagiers
| Jaar | Passagiers |
| ---- | ---------- |
| 2003 | 1.282.994  |
| 2004 | 1.382.577  |
| 2005 | 1.548.883  |
| 2006 | 1.630.141  |
| 2007 | 1.948.010  |
| 2008 | 2.080.342  |
| 2009 | 2.108.383  |

## Ongelukken en incidenten
- 22 maart 1951: Serviços Aéreos Cruzeiro do Sul, een Douglas C-53D-DO, geregistreerd als PP-CCX, verongelukt door slecht weer en een motorstoring tijdens het landen in Florianópolis. Er overleden 3 mensen van de 14 passagiers en bemanning.
- 16 juni 1958: Serviços Aéreos Cruzeiro do Sul, een Convair 440-59, geregistreerd als PP-CEP, op weg van Florianópolis naar Curitiba-Afonso Pena, belandde in een luchtzak in de buurt van Curitiba, waardoor het tegen de grond sloeg. Er overleden 21 mensen van de 26 passagiers en bemanning.
- 12 april 1980: Transbrasil flight 303, een Boeing 727-27C, geregistreerd als PT-TYS, op weg van São Paulo-Congonhas naar Florianópolis, belandde in een zware onweersbui. Het voertuig raakte uit de koers, sloeg tegen een heuvel en explodeerde. Vermoedelijke oorzaken zijn een verkeerde inschatting van de snelheid en afstand, onvoldoende toezicht van de vlucht, mislukken van een doorstart en een onjuiste werking van de motoren. Er overleden 55 mensen van de 58 passagiers en bemanning.